# Курицын, Сергей Иванович
Сергей Иванович Курицын (27 августа 1918, Сормово, Московская область — 18 мая 1991) — советский спортсмен, игрок в футбол, хоккей с мячом, хоккей с шайбой.

## Биография
Работал слесарем на заводе ГАЗ. Играл вратарём за горьковские команды «Торпедо» в футбол (1947—1948, 1953, 1954 — два матча в чемпионате СССР), хоккей с мячом, хоккей с шайбой (1947/48 — 1957/58).
Обладатель Кубка РСФСР по хоккею с шайбой (1951).
Работал в спорткомитете Горьковской области.
Похоронен на Ново-Автозаводском (Стригинском) кладбище.